# Arenrath
Arenrath in der Eifel ist eine Ortsgemeinde im Landkreis Bernkastel-Wittlich in Rheinland-Pfalz. Sie gehört der Verbandsgemeinde Wittlich-Land an.

## Geographie

### Lage
Der Ort liegt etwa 13 km westlich der Kreisstadt Wittlich, zwischen Bruch und Binsfeld.

### Geologie
Arenrath ist bekannt für die Mosel-Achate aus den örtlichen Kiesgruben.

## Geschichte
Im Mittelalter bildete Arenrath, 1156 erstmals urkundlich erwähnt als Arendroch, eine eigene Herrschaft im Kurstaat Trier.
Seit 1946 ist der Ort Teil des Landes Rheinland-Pfalz.

## Politik

### Bürgermeister
Sascha Reuter wurde 2024 Ortsbürgermeister von Arenrath.
Der Vorgänger seit 2009 war Ludwig Schmitz.
Dessen Vorgänger Felix Knötgen war 2009 nicht erneut angetreten.

### Wappen
Arenrath erhielt 1982 die Genehmigung, ein eigenes Wappen zu führen.
| Wappen von Arenrath | Blasonierung: „Wappen von rechtem silbernem Stufenbalken geteilt, oben in Grün links drei goldene Ähren, unten in Rot ein silberner Ärmel mit silberner Hand, die eine goldene Schale hält.“ |
| Wappen von Arenrath | Wappenbegründung: Die silberne Stufeneinteilung des Schildes und die Bettlerschale gelten als Symbole des Kirchenpatrons Sankt Alexius, der als Bettler unter der Treppe in der Legende dargestellt wird. Die Ähren deuten die Landwirtschaft, das grüne Feld den Namen der Ortschaft – die Rodung des Arend. Grün bedeutet Wald und Feld und Rot-Silber erinnern an die Trierer kurfürstliche Herrschaft. |

## Sehenswürdigkeiten
Ein Naturdenkmal ist der so genannte „Teufelsstein“, ein Sandstein, der im Bereich der Banngrenze von Bruch und Arenrath liegt.